# Anomala werneri
Anomala werneri är en skalbaggsart som beskrevs av Limbourg 2003. Anomala werneri ingår i släktet Anomala och familjen Rutelidae. Inga underarter finns listade i Catalogue of Life.